# França (Bragança)
França ist eine Gemeinde (Freguesia) im portugiesischen Kreis Bragança. In ihr leben 199 Einwohner (Stand 19. April 2021).